# Geografia de Omã
Um vasto e plano deserto cobre o centro do território de Omã, com uma cadeia montanhosa que percorre do centro-leste ao norte chamada Montanhas al-Hajar, onde encontra-se o maciço Jebel Akhdar, contendo o ponto mais elevado do país, Jebel Shams e seus 2.980 metros, e outra a sudoeste do país. As principais cidades omanis estão no litoral. Destaca-se a capital e a proximidade do centro internacional, Dubai.